# Artérias lombares
As artérias lombares estão localizadas na região lombar. As artérias lombares são paralelas às intercostais. Existem cerca de quatro artérias lombares originando-se da aorta abdominal, elas fornecem sangue principalmente para os músculos dorsais das costas, fáscia, ligamentos, vértebras e discos intervertebrais. Elas se anastomosam com as artérias intercostal inferior, subcostal, iliolombar, circunflexa ilíaca profunda e epigástrica inferior.